# 渡辺久子
渡辺 久子（わたなべ ひさこ、1948年3月2日 - ）は、日本の医学者、小児科医。医学博士。慶應義塾大学医学部小児科専任講師。
慶應義塾大学医学部を卒業後小児科、精神科、神経内科、精神分析を学び専門は小児精神科医学、精神分析学、乳幼児精神医学。
現在慶應病院小児科で思春期やせ症、被虐待児、人工授精で生まれた子ども、自閉症、PTSD（心的外傷後ストレス障害）など、工業化社会の複雑な葛藤に生きる子どもたちを治療的に支援している。
平成20年8月1〜5日にパシフィコ横浜でアジア初の世界乳幼児精神保健学会第11回世界大会を開催し、日本組織委員会の会長を務める。

## 学歴・職歴
- 昭和48年3月　慶應義塾大学医学部卒
- 昭和48年4月 慶應義塾大学医学部小児科学教室　研修医
- 昭和50年5月 慶應義塾大学医学部精神神経科教室　研修医
- 昭和51年5月 小児療育相談センター児童精神科
- 昭和59年6月 横浜市立市民病院神経科
- 昭和62年6月 横浜市立市民病院神経科　医長
- 平成2年9月 タビストック・人間関係センター　児童家族部門　臨床研究員
- 平成5年5月〜現在 慶應義塾大学医学部小児科専任講師
- 平成10年4月〜現在 慶應病院小児科外来医長

## 公職
- 平成元年〜現在 世界乳幼児精神保健連合副会長（アジア支部担当）
- 平成2年〜現在 Journal of Child Psychiatry and Psychology 国際審議委員
- 平成7年〜現在 Journal of Clinical Child Psychology and Psychiatry 国際審議委員
- 平成12年〜現在 Journal of Infant　Observation 国際審議委員
- 平成12年〜現在 日本小児科学会代議員
- 平成12年〜現在 日本小児科学会学校保健・思春期問題委員会　専門委員
- 平成10年〜現在 東京都小児精神障害診査会委員
- 平成11年〜12年 厚生省母子保健局「健やか親子21」検討委員
- 平成13年〜15年 厚生科学審議会臨時委員（生殖補助医療部会委員）
- 平成15年〜16年 厚生労働省社会福祉審議会臨時委員（食育部会委員）
- 平成13年〜現在 厚生労働省社会福祉審議会臨時委員（児童部会委員）
- 平成15年〜現在 NPO　精神保健を考える会まいんどくらぶ　理事長

## 著書・編著
- 『心育ての子育て』（白石書店、昭和55年）
- 『抱きしめてあげて』（太陽出版、平成17年）
- 『子どもを伸ばすお母さんのふしぎな力』（新紀元社、平成7年）
- 『母子臨床と世代間伝達』（金剛出版、平成12年）
- 『小児心身症クリニック　：症例から学ぶ子どものこころ』（南山堂、平成15年）
- 『思春期やせ症の診断と治療ガイド』（文光堂、平成17年）
- 『思春期やせ症：小児診療にかかわる人のためのガイダイン』（文光堂、平成19年）
- 『たっぷり甘えさせて しあわせ脳を育てる！』（カンゼン、平成24年）